# Anisus spirorbis
Anisus spirorbis е вид коремоного от семейство Planorbidae.

## Разпространение
Видът е разпространен в Чехия, Словакия, Германия, Полша, Ирландия, Великобритания, Узбекистан и Сибир.